# شاخه‌های تحصیلی در ایران
رشته‌های تحصیلی در ایران به پنج شاخه اصلی تقسیم می‌شوند و برای خود کنکور اختصاصی دارند:
- شاخه علوم تجربی
- شاخه ریاضی
- شاخه ادبیات و علوم انسانی
- شاخه زبان و ادبیات خارجه
- شاخه هنر

رشته‌های تحصیلی بر اساس زمینه اصلی فعالیت خود در یکی از این شاخه‌ها قرار می‌گیرند که شرط قبولی برای انتخاب هرکدام از این رشته‌ها در ابتدا قبولی در کنکور یکی از این شاخه‌ها است.